# Deutsche Botschaft Monrovia

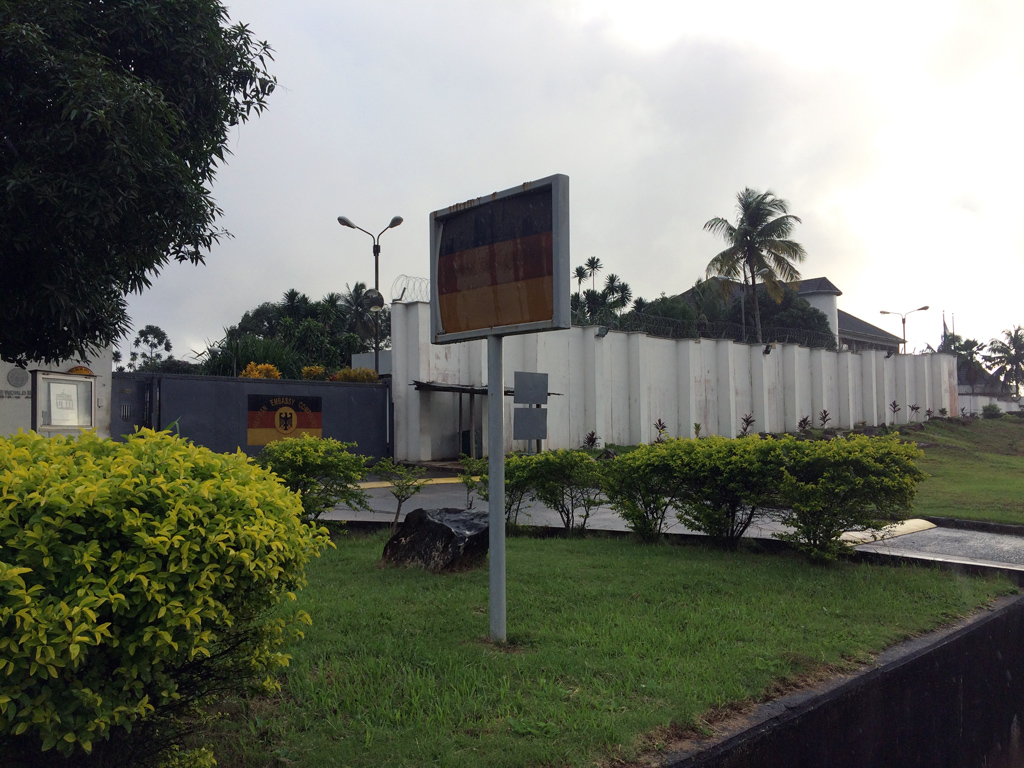
Die deutsche Botschaft in Monrovia

Die Deutsche Botschaft Monrovia ist die offizielle diplomatische Vertretung der Bundesrepublik Deutschland in der Republik Liberia.

## Lage
Die Botschaft liegt östlich des Zentrums der liberianischen Hauptstadt Monrovia im Stadtviertel Congo Town am Tubman Boulevard. In direkter Nachbarschaft befindet sich die nigerianische Botschaft (Nigerian House). Das ebenfalls am Tubman Boulevard gelegene Außenministerium ist 6 km westlich in 20 Minuten zu erreichen.
Zum 3 km entfernten Flughafen Monrovia dauert die Fahrt 10 Minuten. Im Westen liegt die Grenze zu Sierre Leone 134 km entfernt und ist in 3 Stunden erreichbar, während es zu der östlich gelegenen Grenze mit der Elfenbeinküste einer Fahrt über 340 km (fünfeinhalb Stunden) auf dem Monrovia-Kakata Highway zum Ort Sehtontuo bedarf.
Die Straßenadresse der Botschaft Monrovia lautet: Tubman Boulevard #86, Congo Town, Monrovia (gegenüber der Einmündung der Old Congo Town Road).

## Liegenschaft und Gebäude
Auf dem 46.136 Quadratmeter großen Botschaftsgelände, das im Süden direkt an den Atlantik grenzt, befinden sich neben dem Kanzleigebäude auch die Residenz des Botschafters, mehrere Dienstwohnungen und mehrere Nebengebäude. 
Die zwischen Januar 1962 und November 1964 von der Bundesbaudirektion geplanten und von der italienischen Firma Vianini Ltd. errichteten Flachdachbauten sind aufgrund des feuchttropischen Klimas großzügig auf dem Gelände verteilt, um den einströmenden Seewind viel Ausbreitungsfläche zu bieten. Der verantwortliche Architekt war Hans Seidlitz. Der Bau kostete 5,19 Millionen Deutsche Mark.
Das zentrale Gebäude des Botschaftsgeländes ist die zweigeschossige Kanzlei, die etwas zurückgesetzt auf der zur Straße gewandten Nordseite des Areals liegt. Während das zum Tubman Boulevard hin offene Erdgeschoss als Eingangsbereich und überdachte Parkfläche dient, befinden sich im aufgeständerten Obergeschoss die Büroräume. Als gestalterisches Element und zum Schutz vor der Sonne ist das Obergeschoss mit horizontalen, weißen Metalllamellen verkleidet. Zwischen den abgesetzten Sonnenblenden und der Außenwand des Gebäudes entsteht dadurch ein freier Umgang um das gesamte Obergeschoss. Auch die anderen Botschaftsgebäude sind mit weißen Metallblenden versehen. Auf der Ostseite schließt sich ein zur Straße hin abgewinkeltes Nebengebäude an die Kanzlei an. Vor dem zentralen Gebäude ist ein Hof angelegt, der zur Straße hin durch eine Mauer mit Tor abgetrennt ist.
Westlich und südlich der Kanzlei befinden sich die weiteren Gebäude des Botschaftsgeländes, neben einigen Betriebsgebäuden auch die Bungalows für die Mitarbeiter, die mit zum Meer hin ausgerichteten Terrassen angelegt wurden. Die Mitte des Grundstücks bildet ein circa 23.000 Quadratmeter großer Palmenhain, der die Residenz von den übrigen Gebäuden abschirmt.
Die Residenz des Botschafters liegt im Süden des Geländes, direkt am Meer. Auf der Nordseite prägt ein repräsentatives Vordach über dem Eingang das einstöckige Gebäude. Die mit großen Fenstern offen gestaltete Südseite bietet einen direkten Blick auf den Atlantik. Im Residenzgarten wurde als besonderes Kunstobjekt die rund 2 m lange Bronzeplastik „Liegende“ des Bildhauers Joachim Berthold installiert.

## Geschichte
Am 23. Juli 1953 eröffnete die Bundesrepublik Deutschland eine Gesandtschaft in Monrovia, die am 12. Januar 1955 in eine Botschaft umgewandelt wurde.
Aufgrund des Bürgerkriegs in Liberia und der politisch instabilen Lage wurde das Botschaftspersonal am 27. Juni 1997 abgezogen. Die Deutsche Botschaft Accra in Ghana war fortan als diplomatische Vertretung der Bundesrepublik für Liberia zuständig. Ein in Monrovia lebender Deutscher kümmerte sich im Auftrag des Auswärtigen Amtes um das verwaiste Gelände. Um den politischen Veränderungen nach dem Ende des Bürgerkriegs im Jahr 2003 Rechnung zu tragen und einen Beitrag zur Stabilisierung und zum Wiederaufbau des Landes zu leisten, entsandte Deutschland 2005 mit Thomas Freudenhammer als erstes EU-Land wieder einen Botschafter nach Liberia. Die Botschaft war bereits am 1. September 2005 offiziell wieder eröffnet worden.
Die DDR nahm am 28. September 1973 diplomatische Beziehungen mit Liberia auf. Eine Botschaft wurde nicht errichtet; die Wahrnehmung erfolgte aus Accra (Ghana) auf dem Wege der Nebenakkreditierung.

## Aufgaben und Organisation
Die Botschaft Monrovia hat den Auftrag, die bilateralen Beziehungen zum Gastland Liberia zu pflegen, die deutschen Interessen gegenüber der liberianischen Regierung zu vertreten und die Bundesregierung über Entwicklungen im Gastland zu unterrichten. In der Botschaft werden die Sachgebiete Politik, Wirtschaft, Kultur und Presse bearbeitet. Liberia zählt zu den Kooperationsländern der deutschen Entwicklungszusammenarbeit, in der als Schwerpunkte Infrastrukturmaßnahmen und Verbesserungen des Gesundheitswesens gelten. 
Die Botschaft Monrovia nimmt – abgesehen von konsularischen Notfällen – keine Rechts- und Konsularaufgaben wahr. Es werden keine Visa erteilt. Zuständig in diesen Bereichen ist die Deutsche Botschaft Accra (Ghana).